# 원화엄무
원화엄무(일본어: 元和偃武, げんなえんぶ 겐나엔부[*])에서 원화(元和) 1615년 음력 5월 오사카 여름전투에서 에도 막부가 오사카성주 도요토미 히데요리(도요토미 가문)을 공격, 멸문시키고 난 뒤, 오닌의 난(간토 지방에 있어서는 교토쿠의 난) 이래 150년 가까이 단속적으로 이어진 대규모의 군사충돌이 끝났음을 가리키는 말이다. 에도 막부는 같은해 7월 연호를 게이초(慶長)에서 겐나(元和, 원화)로 바꾸고, 천하가 평정되었음을 내외에 선포했다.
엄무(偃武)란 중국의 고전 《서경》 주서=무성편 중에 [王来自商、至于豊.乃偃武修文.(왕래자상, 지우풍 내언무수문: 왕은 상나라에서 돌아와 풍 땅에 다다라 무를 거두고 학문을 닦았다.)]에서 유래하였다. 무기를 거두고 무기고에 넣는 일을 가리킨다.
이 일로 인해서 에도 막부의 전국지배체제의 기초를 확립하였고, 이후 막말에 이를 때까지 시마바라의 난(島原の乱) 등의 잇키를 제외한 대규모의 군사 충돌은 없었다. 이 점을 높이 평가하는 의미로 원화엄무라는 말을 사용했다.
음력 윤6월에 일국일성제(一国一城制)가 시행되었고, 연호를 겐나로 고친 후, 막부는 무가제법도의 제정 등을 통해 지배체제를 강화했다.